# 4692 SIMBAD
4692 SIMBAD eller 1983 VM7 är en asteroid i huvudbältet som upptäcktes den 4 november 1983 av den amerikanske astronomen Brian A. Skiff vid Anderson Mesa Station. Den är uppkallad efter den astronomiska databasen SIMBAD.
Asteroiden har en diameter på ungefär 4 kilometer.